# Wim Rijsbergen
Wilhelmus «Wim» Gerardus Rijsbergen (Leiden, Holanda Meridional, 18 de enero de 1952) es un exfutbolista y entrenador neerlandés.

## Trayectoria

### Como jugador
Jugó como defensa, iniciando su carrera en el PEC Zwolle. En 1971 pasó al Feyenoord de Róterdam y formó parte de la selección neerlandesa que perdió las finales de los mundiales de Alemania '74 y Argentina '78. Posteriormente jugó en Estados Unidos, en el New York Cosmos, para retirarse en 1986 en el FC Utrecht de la primera división neerlandesa.

### Como entrenador
Sus primeros clubes como primer entrenador fueron el FC Volendam, NAC Breda y FC Groningen de la Eredivisie, para pasar en 1998 a la Universidad Católica de Chile, donde se mantuvo hasta 2001 donde fue despedido por malos resultados. Se incorporó después, como ayudante de Leo Beenhakker, a la Selección de Trinidad y Tobago. En 2006 asume el puesto de seleccionador en dicha selección, siendo destituido el 4 de junio de 2007.

## Clubes

### Como futbolista
| Club            | País           | Año       |
| --------------- | -------------- | --------- |
| PEC Zwolle      | Países Bajos   | 1970-1971 |
| Feyenoord       | Países Bajos   | 1971-1978 |
| SC Bastia       | Francia        | 1978-1979 |
| New York Cosmos | Estados Unidos | 1979-1983 |
| Helmond Sport   | Países Bajos   | 1983-1984 |
| FC Utrecht      | Países Bajos   | 1984-1986 |

### Como entrenador
| Club                           | País              | Año       |
| ------------------------------ | ----------------- | --------- |
| VV Roodenburg                  | Países Bajos      | 1989-1991 |
| AFC DWS                        | Países Bajos      | 1991-1993 |
| FC Volendam                    | Países Bajos      | 1993-1995 |
| NAC Breda                      | Países Bajos      | 1995-1997 |
| FC Groningen                   | Países Bajos      | 1997-1998 |
| Universidad Católica           | Chile             | 1999-2001 |
| Al-Ettifaq                     | Arabia Saudita    | 2002      |
| Selección de Trinidad y Tobago | Trinidad y Tobago | 2006-2007 |
| PSM Makassar                   | Indonesia         | 2010-2011 |
| Selección de Indonesia         | Indonesia         | 2011-2012 |
| Persibo Bojonegoro             | Indonesia         | 2014-2018 |
| Selección de Islas Salomón     | Islas Salomón     | 2019      |